# Pantalon en jeans
Pour l'article concernant la toile de coton qui sert à fabriquer les blue-jeans, voir denim.
Cet article possède un paronyme, voir Jean.
Pour les articles homonymes, voir Jeans (homonymie) et Blue Jeans (homonymie).

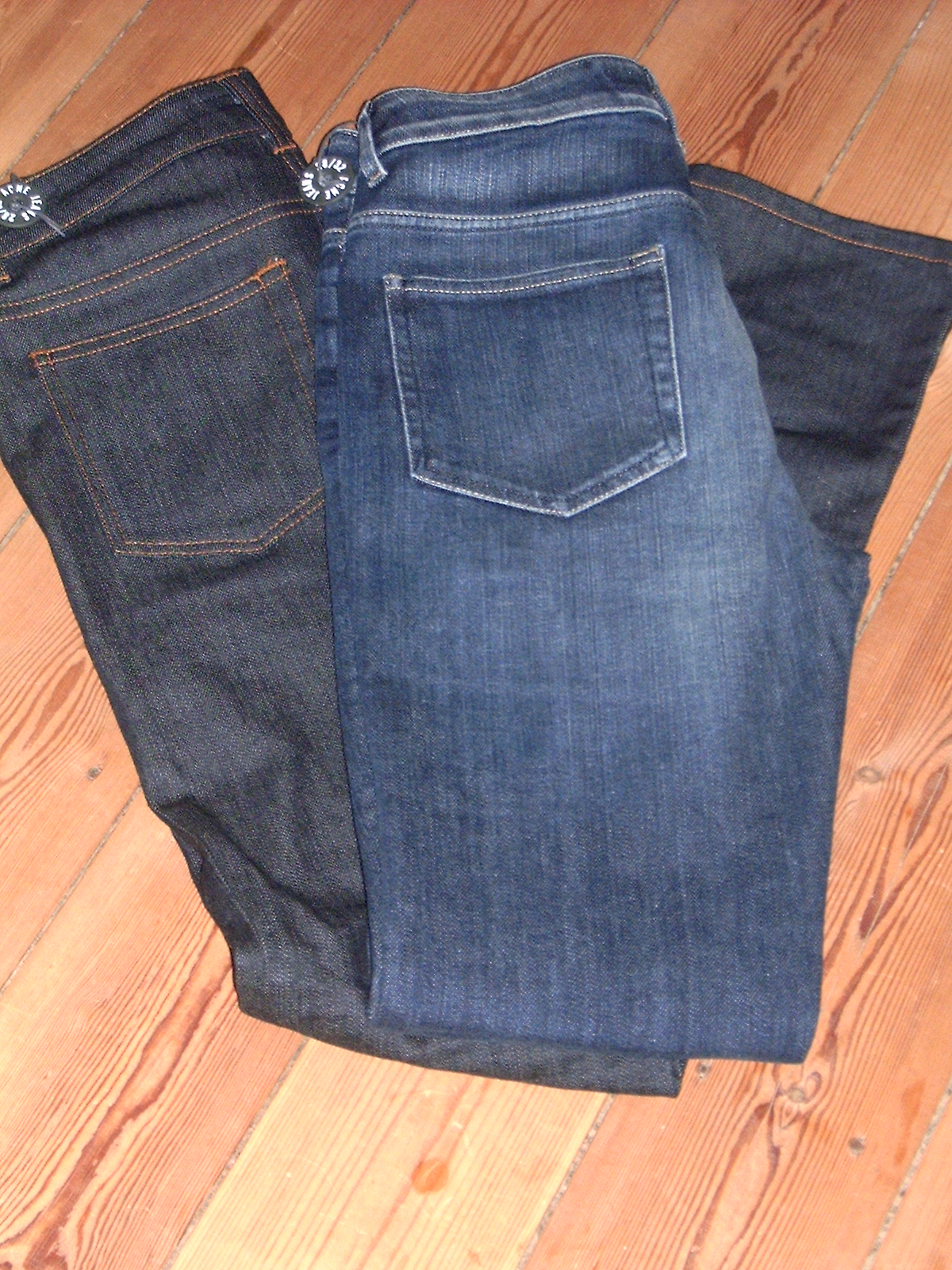
Deux pantalons en jean.

Un pantalon en jeans (métonymie du tissu de jean), blue jeans, également et indifféremment appelé jean, jeans, blue-jean ou blue-jeans, est un pantalon à coutures, coupé dans une serge denim, renforcé par des rivets, qui à l'origine est un vêtement de travail. Par extension, le denim est lui-même dénommé jean.

## Origines

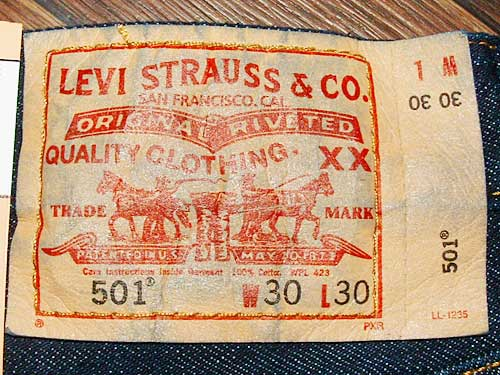
Étiquette du célèbre modèle de jeans Levi's 501.

Le tissu appelé jean est utilisé dès le XVIe siècle, par la marine génoise pour équiper ses navires de voiles ainsi que pour vêtir ses marins. La ville de Gênes est en effet réputée pour ce tissu de coton et de lin, très similaire au velours côtelé. La République marchande de Gênes exporte ce tissu dans toute l'Europe, notamment en France (où il est utilisé dans les pantalons de marins mais aussi les voiles des navires ou les toiles de tentes) à Nîmes où les tisserands (telle la famille André) tentent de reproduire ce tissu, sans succès. À force d'expérimentation, ils développent au XVIIe siècle un autre tissu, un textile de laine et de soie en armure de serge qui est d'abord nommée « Sergé de Nîmes » et devient connue sous le nom de denim (de Nîmes). Ce textile réputé pour sa résistance (il est utilisée comme vêtement de travail des bergers et paysans cévenols) est tissé avec du fil de trame teint au bleu de Gênes (indigo) et du fil de chaîne blanc ou écru, donnant un vêtement bon marché, résistant, peu salissant et facile d'entretien,.
L'invention du vêtement lui-même reviendrait à une collaboration entre Levi Strauss et Jacob Davis, tailleur à Reno dans le Nevada. Le premier était en effet à la tête d'un commerce de tissu et vêtements, Levi Strauss & Co., installé sur la côte ouest américaine lors de la ruée vers l'or en 1853. Il transportait alors dans ses chariots des toiles de tente et des bâches en denim qu’il vendait aux forty-niners. Un de ses clients, Jacob Davis, lui achète ses bâches et taille dedans des pantalons de travail renforcés par des rivets en cuivre au niveau des points sensibles (poches, braguettes), parvenant ainsi à satisfaire les exigences en matière de solidité d'une cliente pour son mari bûcheron. Devant le succès de son pantalon auprès des bûcherons et des mineurs et pour éviter les contrefaçons, en 1872, il propose à Levi Strauss de partager les fruits de la commercialisation de son invention en échange du paiement de la somme nécessaire au dépôt du brevet. Jacob Davis joint à la lettre proposant l'affaire à Levi Strauss deux pantalons de sa fabrication selon ce procédé, dont l'un en denim.
Le brevet est accordé le 20 mai 1873. Jacob Davis supervise cette activité de confection de vêtement de travail au sein de l'entreprise Levi Strauss & Co. Bien qu'une partie de la production soit en d'autres tissus (coutil ou duck canvas), ce sont les modèles en denim de chez Amoskeag, notamment grâce à leur couture en double X, qui assurent une réputation de solidité de la marque dans la dernière décennie du XIXe siècle.
Ce qui garantit le succès de la collaboration Davis-Levi Strauss, c'est, outre le choix du denim (tissu exclusif à partir de 1860) et le renforcement par des rivets, le fait d'avoir privilégié le pantalon, et non, comme la concurrence, la salopette. À l'origine, le produit est désigné par son fabricant sous le terme Waist overalls par opposition aux Bib overalls, les salopettes, mais par la suite, c'est l'appellation « jeans » qui finira par s'imposer. Le mot proviendrait de la contraction de « de Gênes », déformé par la prononciation locale. Le bleu de Gênes (blu di Genova) désignait la teinture correspondant à la couleur originelle des bleus de travail rivetés en denim produits par l'entreprise Levi Strauss & Co. et les autres marques l'imitant. Le terme s'impose dans les années 1920 lorsque la marque californienne Can't Bust'Em lance un modèle dénommé Frico Jeens.
Les jeans de production Levi Strauss & Co. des premiers temps conservent les attributs caractéristiques des vêtements de travail de la marque à destination des bûcherons et chercheurs d'or :
- coupe très large ;
- poche unique au dos ;
- martingale, une demi-ceinture placée à l'arrière resserrant la taille ;
- présence de boutons pour les bretelles ;
- surpiqûres en lin orange sur les poches arrière, pour les assortir aux rivets de cuivre (à partir de 1873)
- poche à outil latérale sur certains modèles...

Selon certaines sources, la présence d'une poche à gousset et d'une poche arrière sur un jean aurait pour origine le fait que Jacob Davis soit d'abord un tailleur, confectionnant notamment des pantalons plus habillés. Il aurait utilisé un tel modèle pour la création de son premier pantalon de travail riveté.

## Évolution et chronologie

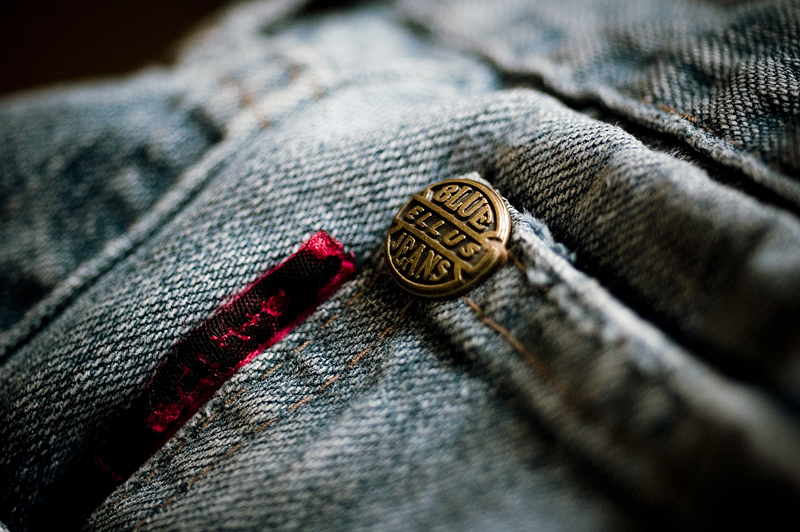
Agencement des poches et des rivets en cuivre caractéristiques du jean.

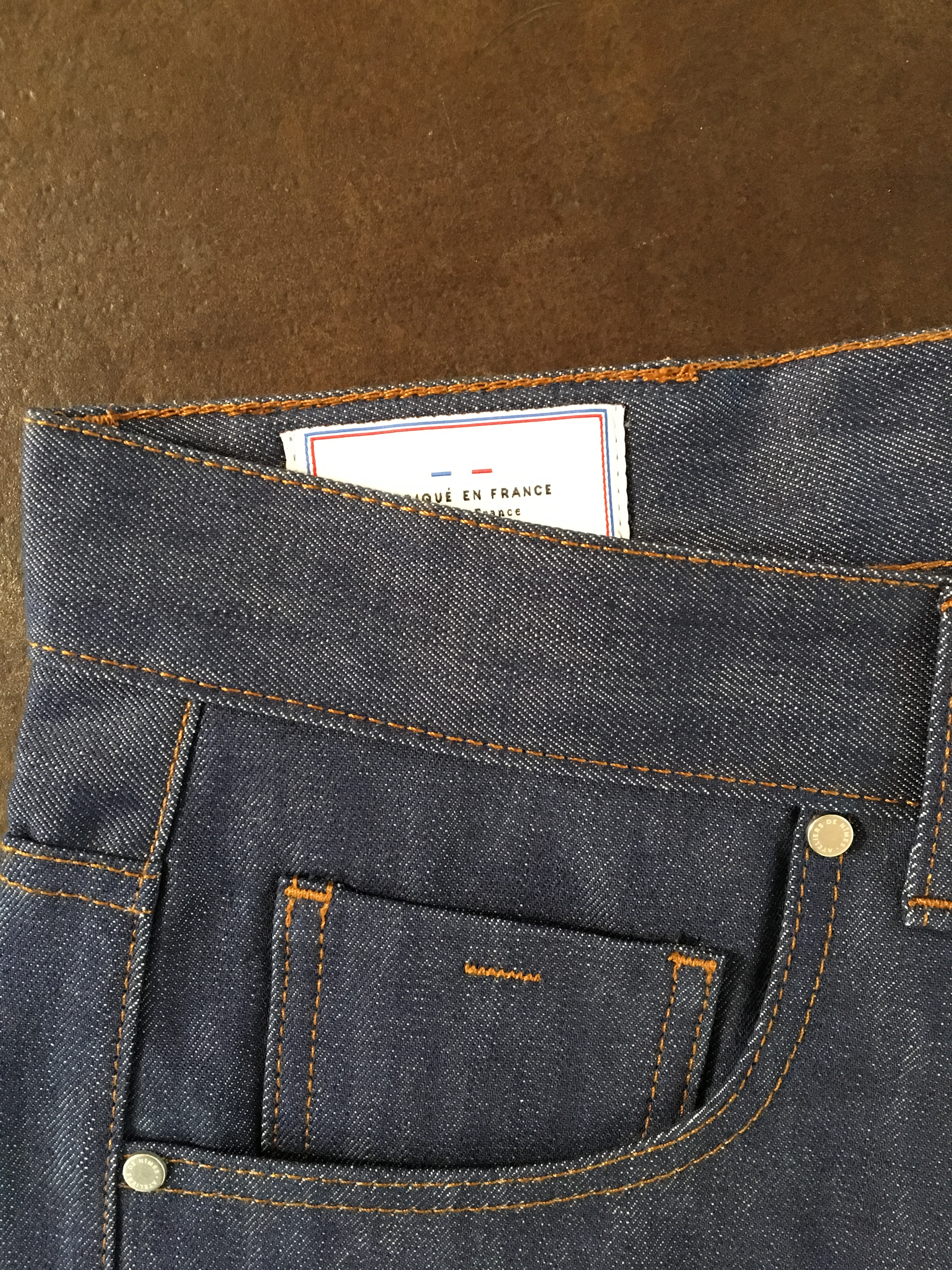
Rivets sur Jeans en toile selvedge 13oz.

Les Waist overalls en denim produits par Levi Strauss & Co. connaissent rapidement un certain succès. Si les rivets constituent le plus-produit de la marque, de nombreuses firmes se développent sur le marché des vêtements de travail et concurrencent la marque californienne avec des produits en denim : Eloesser-Heynemann Co. Can't bust'em (1851, Californie), Hamilton Carhartt (1884, Michigan), OshKosh B'Gosh, (1895, Wisconsin), Brownstein, Newmark & louis Co The Stronghold (1895, Californie), Larned, Carter & Co Headlight (1897, Michigan), Neustadter Brothers Boss of The Road (avant 1877, Californie), Hudson Overall Company Blue bell, futur Wrangler (1904, Caroline du Nord).
La coupe des pantalons désignés par le terme « jeans » diffère initialement assez peu d'un fabricant à l'autre. Elle sera peu à peu modifiée en raison de l'évolution des usages et de la mode.
La forme considérée comme classique comporte cinq poches (la 5e, petite poche accolée à la poche droite, est un dérivé de la poche gousset), une braguette à boutons timbrés, des surpiqûres orange assorties au cuivre des rivets et une étiquette de faux cuir cousue à la taille. Il correspond au millésime de 1947 du 501 de Levi Strauss & Co.. L'alternative également classique est représentée par le 101Z à fermeture à glissière de la marque Lee.
À l'origine, le denim utilisé est d'un poids relativement léger : 9 puis 10 Oz (environ 300g/m²). Dans les années 1940, les jeans Lee sont faits à partir de denim de 11,5 Oz. Les jeans actuels « classiques » sont coupés dans un tissu de 13,5 ou 14 Oz. Certains fabricants, notamment japonais proposent des jeans fabriqués à partir d'un denim de 16, voire 22 Oz, aussi appelés « jeans brut » ou « raw »,.
À l'origine vêtement des travailleurs manuels américains à la fin du XIXe siècle, devenu ensuite vêtement emblématique des États-Unis, le port quotidien du jean est aujourd'hui répandu sur tous les continents et dans toutes les catégories sociales.
En Europe, où ce vêtement était beaucoup plus cher que dans son pays d'origine (prix trois à quatre fois plus élevé, en raison des taxes douanières auxquelles il était soumis), il a d'abord été populaire dans les années 1950 chez les blousons noirs, ce qui lui a donné initialement très mauvaise presse en en faisant un symbole de marginalité voire de délinquance. Au début des années 1960, son port était rigoureusement prohibé dans de nombreux lycées et collèges. Il s'affirme alors comme le vêtement des adolescents de mai 68, symbole de rébellion. Au cours de la décennie suivante il est progressivement imposé comme tenue de loisir, d'abord chez les jeunes, jusqu'à devenir de nos jours socialement admis dans tous les milieux et dans toutes les classes d'âge.
Dès les années 1970, de nombreux créateurs le développent en haut de gamme comme Calvin Klein, Gloria Vanderbilt ou en France Marithé et François Girbaud.
Si l'on excepte l'attrait de son image légitimement associée à l'Amérique et à sa façon de vivre (l'American way of life), le confort et la robustesse sont probablement les atouts majeurs qui permettent au pantalon en jean de résister aux modes et bien souvent de s'y adapter, jusqu'à devenir un basique de la garde-robe contemporaine,.

### Principales dates
(septembre 2017).
1889 : The Lee company voit le jour, à Salina au Kansas. L'esprit d'innovation de la société et son sens de la publicité feront de Lee cinquante ans plus tard la première entreprise dans le secteur du vêtement de travail.
1912 : L'entreprise Levi Strauss & Co crée la Koveralls, combinaison en denim pour les enfants, étendant pour la première fois son marché à l’ensemble des États-Unis.
1918 : Levi Strauss & Co crée les Freedom-Alls, vêtements de travail et de loisirs pour les femmes.
1922 : Les passants au niveau de la ceinture apparaissent en plus des bretelles qui disparaissent progressivement.
1929 : Le jean, peu cher, est adopté par les paysans et les travailleurs citadins lors de la Grande Dépression.
1930 : Levi Strauss & Co utilise l'emblème mythique du cow-boy portant un jean dans la publicité.
1935 : Le jean est désormais un pantalon qui devient à la mode, comme l'atteste la couverture du magazine Vogue le 15 mai « (illustration de deux femmes portant des Levi's, avec le slogan « True Western chic was invented by cowboys »).
1945 : à l'issue de la Seconde Guerre mondiale, les magasins de surplus américains écoulent leurs stocks de jeans dans toute l’Europe où ils s'imposent progressivement grâce à la publicité et leur placement dans des films américains.
1950 : le jean symbolise la révolte de la jeune génération. On l'associe au blouson noir et à la moto, c'est le phénomène « adolescent » et il sera même interdit dans les écoles aux États-Unis. Il est porté par James Dean et Marlon Brando.

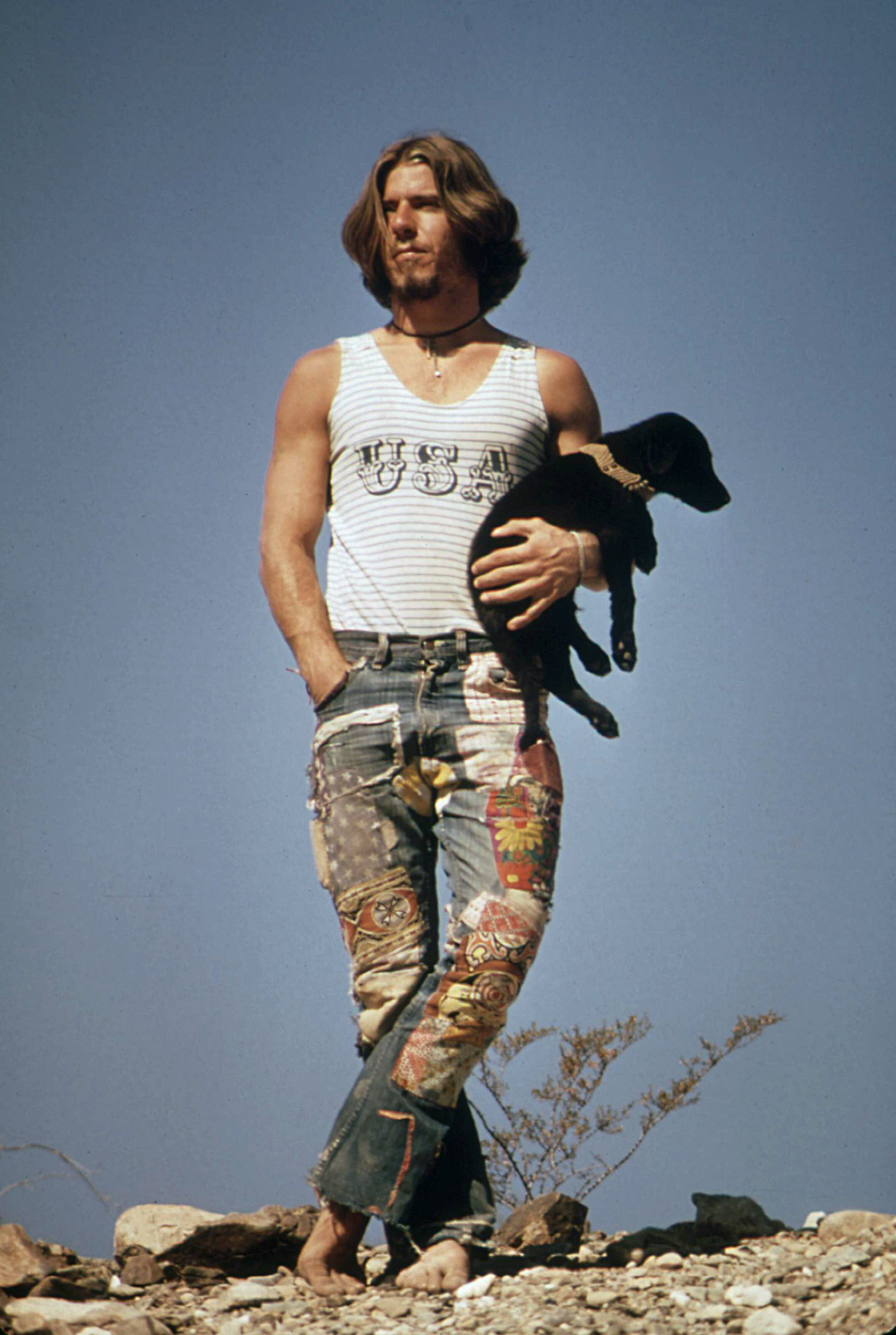
Un auto-stoppeur sur la route 66 aux États-Unis en 1972, avec un jean hippie élaboré.

1960 : Jusque dans les années 1960, le modèle des jeans n'évolue pas. C'est le mouvement hippies qui lancera les premières évolutions : variation de couleurs, de forme, de coupe, broderie, ornementations, rapiècement, effrangée, etc.
1970 : code vestimentaire et symbole de la génération hippie, le jean patte d'éléphant. Pendant les années 1960-1970, les années hippies, le jean se transforme de plus en plus. On le personnalise, on le peint, on le brode, on coud des coquillages et bien d’autres choses dessus ; y sont mis des strass, des bijoux, des fleurs, des motifs  « peace and love ». Le bas de la jambe s’allonge : c’est la naissance des « pattes d’eph », de pattes d'éléphant, qui reviendront plusieurs fois à la mode plus tard. Chacun a son propre jean personnalisé.
1972 : les jeans C17 sont créés par André Desseilles, à Castelnaudary, dans l'Aude. C17 mettra 15 ans pour devenir le deuxième distributeur de jeans en Europe, derrière Levi's, puisque la marque diffusera jusqu'à 3 millions d'articles par an. À cette époque, le groupe C17 dans son ensemble atteindra 700 millions de francs de chiffre d'affaires.
1973 : la France entre dans la crise, avec le choc pétrolier. Le jean s'impose comme un bien de très grande consommation. Le marché se développe de façon exponentielle jusqu'au début des années 1980. À New York, le musée d'art contemporain expose pendant deux mois une sélection de jeans décorés et attire 10 000 visiteurs.
1978 : apparition du stone-washed, un traitement qui consiste à bombarder le tissu de petites pierres ponces.
1981 : Le marché français plafonne, avec 40 millions de pièces vendues par an, denim, toile et velours confondus.
1984/85 : Le jean recule, au profit des slacks, les pantalons de toile plus légers et plus habillés. L'effondrement du jean est un tel phénomène que les médias s'en emparent[réf. souhaitée].
1986 : Le jean revient peu à peu sur le devant de la scène.
1990 : Apparition du « surteint » qui renouvelle le jean et le remet au goût du jour.[Quoi ?]
1994 : L'énorme vague du Lycra submerge le jean. Le cinq poches « élastis » connaît un très gros succès, surtout auprès des femmes. Ce sont elles, d'ailleurs qui dynamisent le marché[réf. souhaitée].
1996 : Pour la première fois en France, les femmes achètent sensiblement autant de jeans que les hommes[réf. souhaitée].
1997 : Le grand retour du jean brut (souvent appelé par son terme anglais de « raw »).
2006 : 

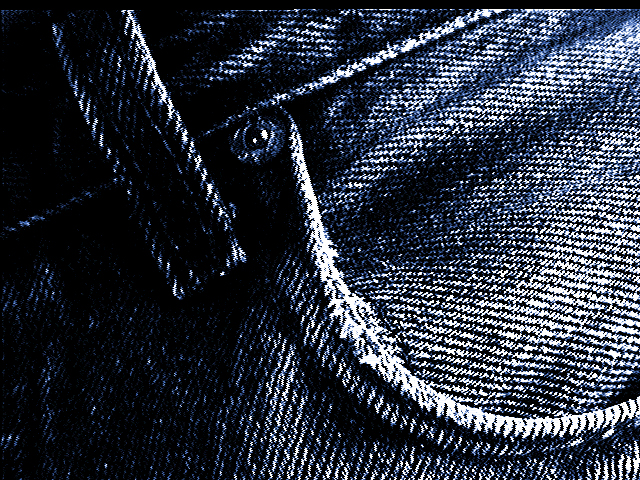
Un jean.

Dans les sociétés occidentales, la mode du jean slim apparue alors dans les années 1970-1980 avec le punk est de retour et concerne autant les femmes que les hommes. Le jean slim, également appelé skinny, est moulé sur toute sa longueur ; il fait alors office de « seconde peau » (skin en anglais, signifie « peau »).
2008 : Le jean n'est plus seulement un vêtement utilitaire depuis de nombreuses décennies, mais un signe identitaire d'appartenance, cette appartenance s'affirme souvent par la forme (le slim, le boot cut, le relax, le regular, etc.) ou par la marque[réf. souhaitée].

## Tons
- Acid washed, le tissu est d'une couleur unie avec des taches réparties, semblables à un passage sous javel ;
- Black, le fil indigo est remplacé par un fil noir ;
- Bleached, blanchi avec des agents de blanchiment ;
- Brut, à l'état naturel tel que sortant de la chaîne de fabrication ;
- Stone washed, délavage avec des pierres ponces, mise au point dans les années 1980 ;
- Stone bleached, délavage avec des pierres ponces et enzymes de blanchiment[25] ;
- Surteint, originellement jean bleu teint en noir, se pratique désormais avec pratiquement toutes les couleurs en surteinte ;
- Used, jean vieilli par sablage (technique désormais interdite)[26].

## Mode de production
En 2019, l'animateur Jamy Gourmaud estime que les différents matériaux qui constituent le jean vendu en France, parcourent environ 65 000 kilomètres entre les différentes étapes de la production, pour une consommation de 11 000 litres d'eau.
Des modes de production plus respectueux de l'environnement existent néanmoins :
- Bio, jean en coton biologique.
- Éthique, jean fabriqué selon les normes du commerce équitable.

## Coupes
- Regular, appelé aussi "droit" : il a la même largeur de la cuisse à la cheville. Unisexe.
- Slim appelé aussi "cigarette" (ou 'mince' en anglais): il est ajusté aux cuisses et serré aux genoux et aux chevilles.
- Skinny ('mince, maigre' en anglais) : un peu comme le slim, il est serré aux cuisses, lui aussi, aux genoux et très serré aux chevilles.
- "Flare", surnommé "patte d'eph'": droit ou large aux cuisses et très large et évasé aux chevilles. Il était très populaire dans les années 1960, à l'époque des hippies.
- Bootcut : plus féminin que le flare, il est serré aux cuisses et un peu évasé aux chevilles.
- Boyfriend : coupe masculine mais porté par des femmes (boyfriend = 'petit ami' en anglais), il est plutôt large des cuisses aux chevilles. Il se porte en général roulotté (ourlets) pour le raccourcir et montrer la cheville.
- Baggy : à taille basse, le plus souvent réalisé en coupe droite au confort très large des hanches jusqu'au bas de pantalon. Cette coupe serait née dans les prisons américaines où les détenus portaient les mêmes tenues rayées que les victimes des camps de concentration. Les autorités carcérales décident alors après la Seconde Guerre mondiale de changer leurs pantalons rayés pour des jeans larges et sans ceinture[28].

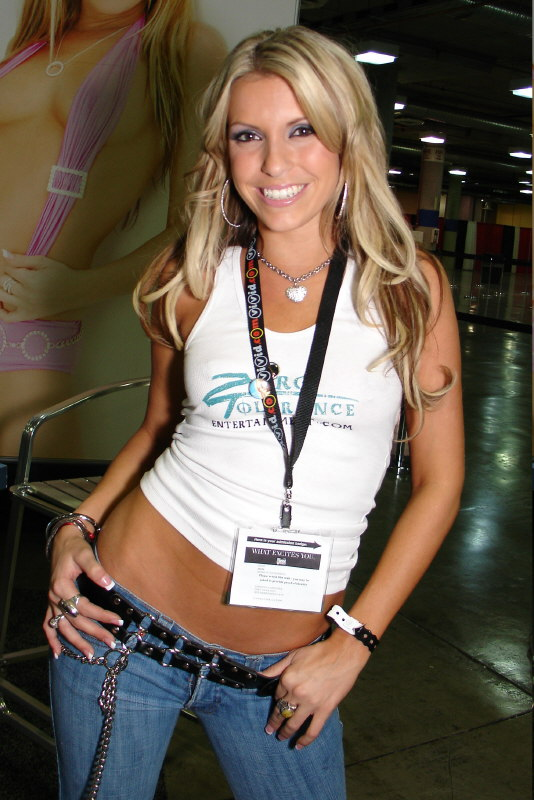
Jeans femme en taille basse.
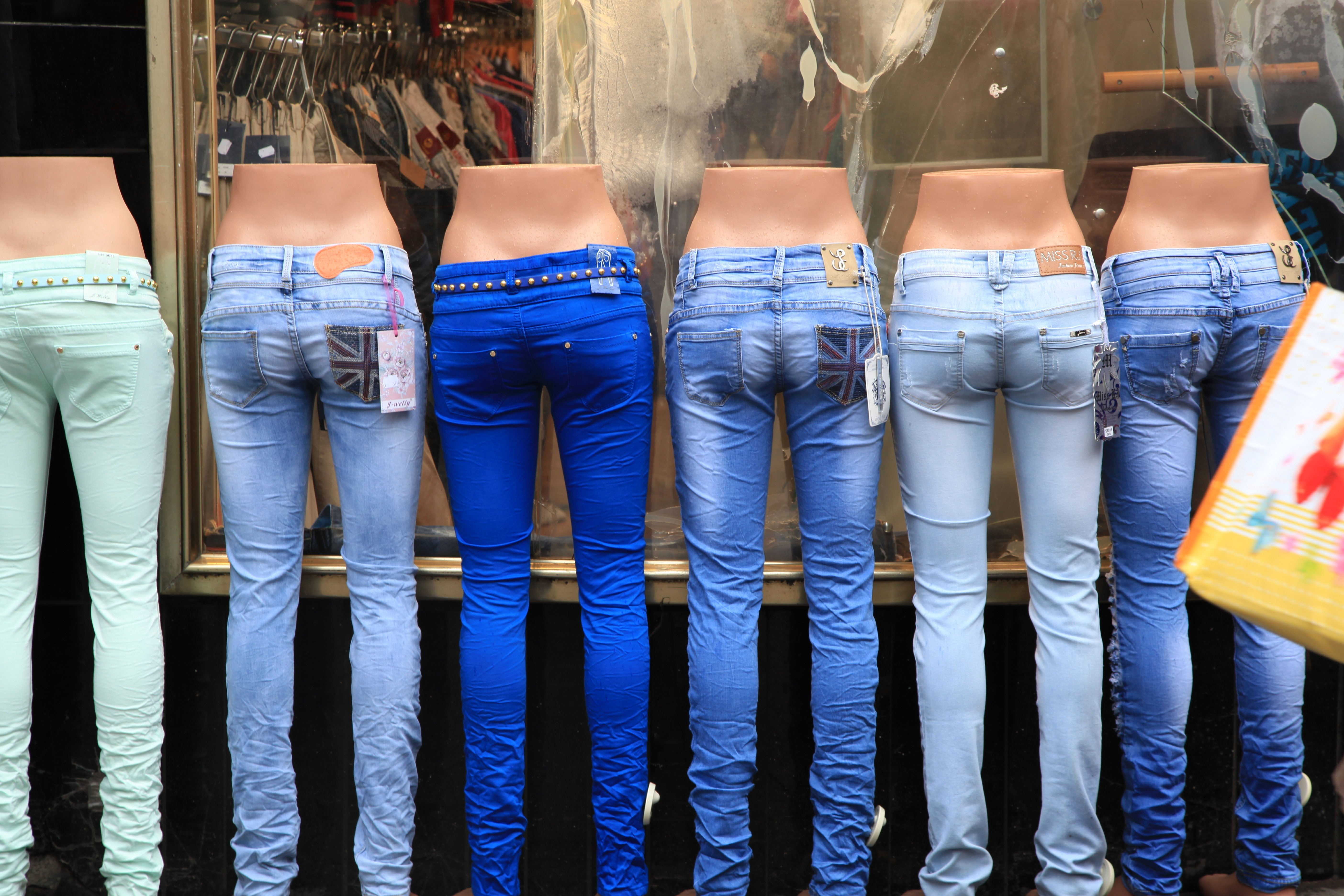
Jeans femme coupe slim et droite.
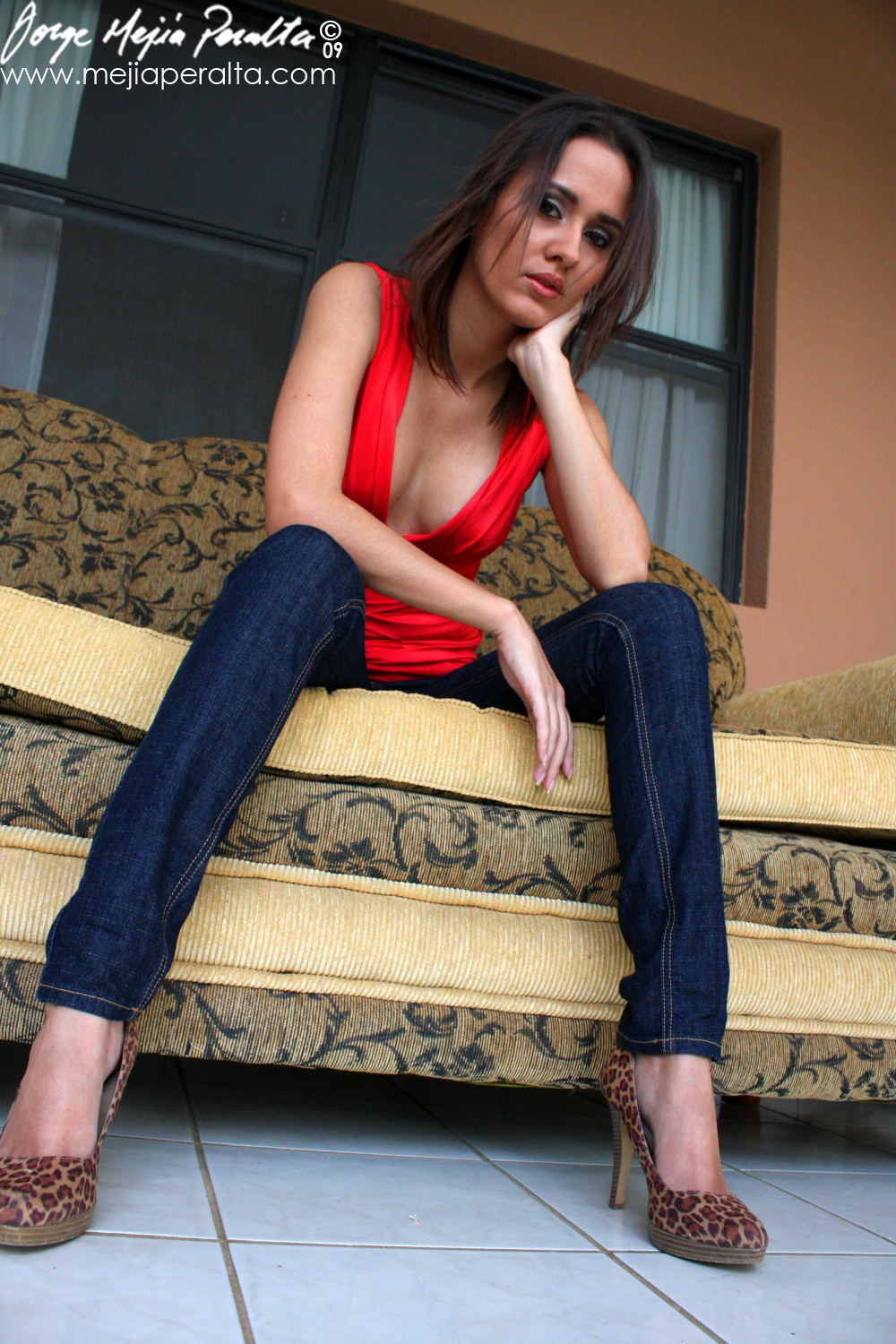
Jeans femme coupe slim.
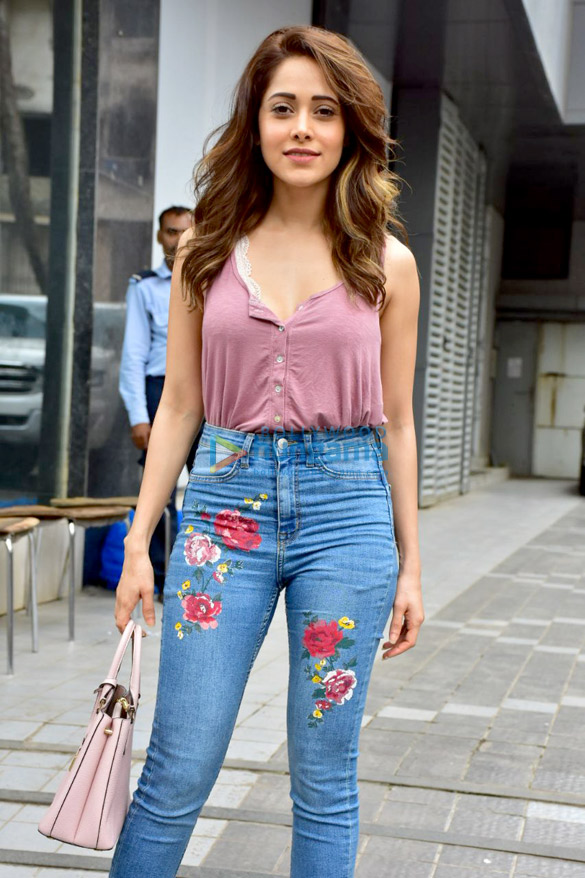
Jeans femme en taille haute.
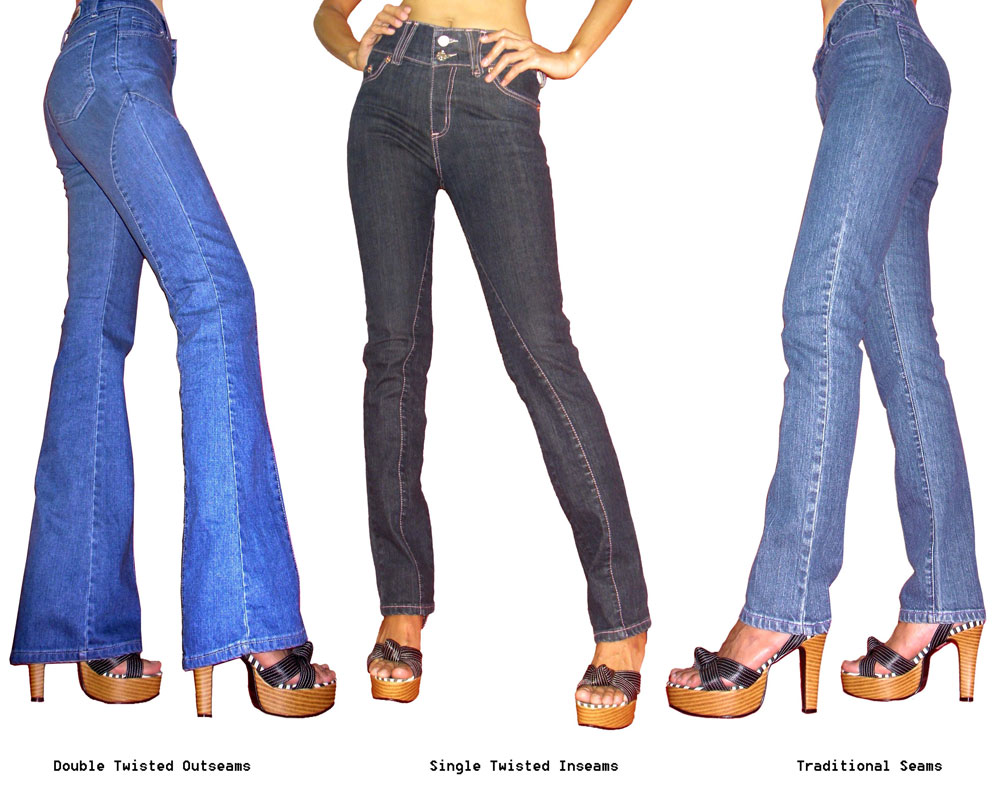
3 jeans femme en taille haute : coupe "flare" (gauche) et slim (milieu et à droite).
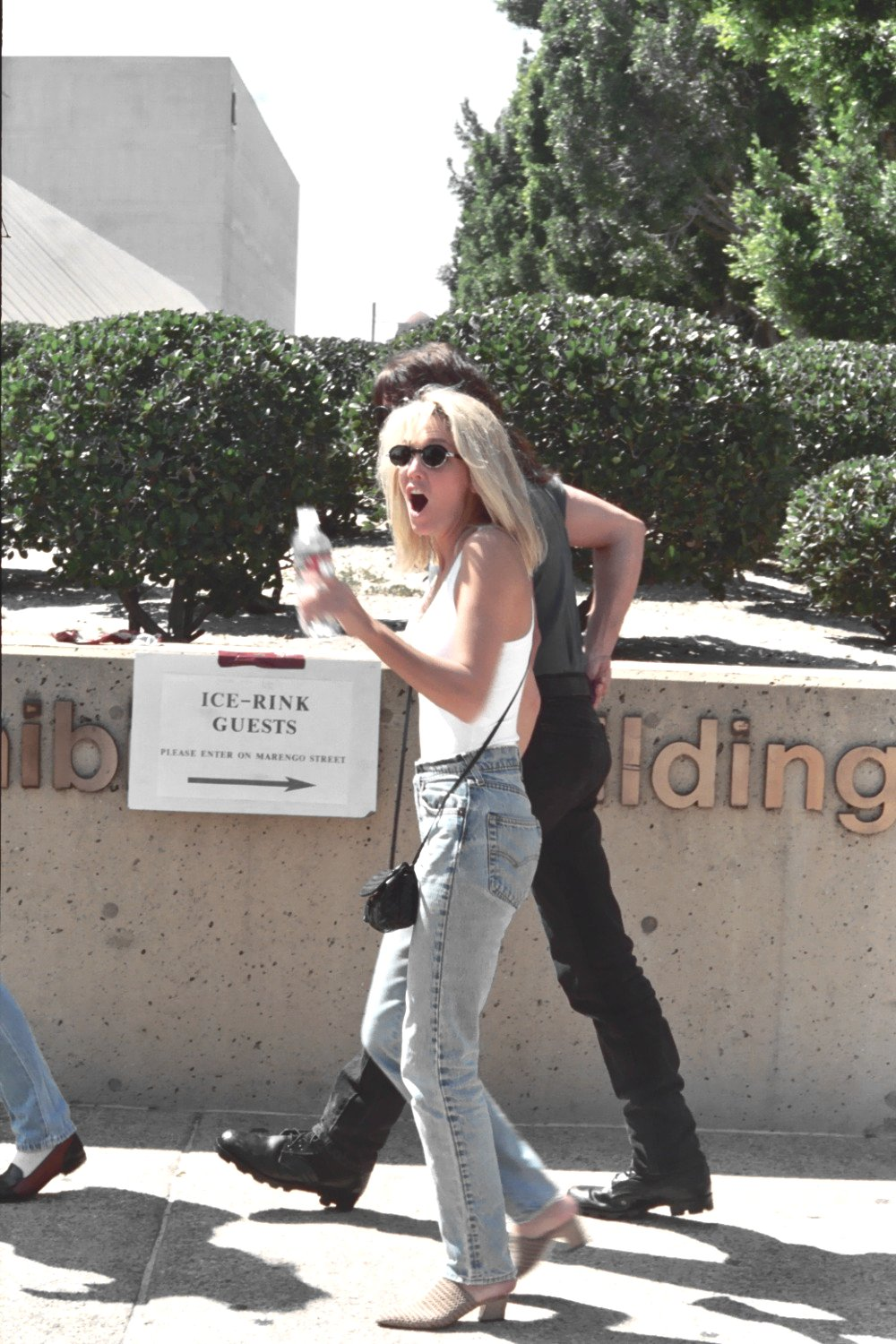
Heather Locklear dans un jeans de coupe "regular" ou "droite".
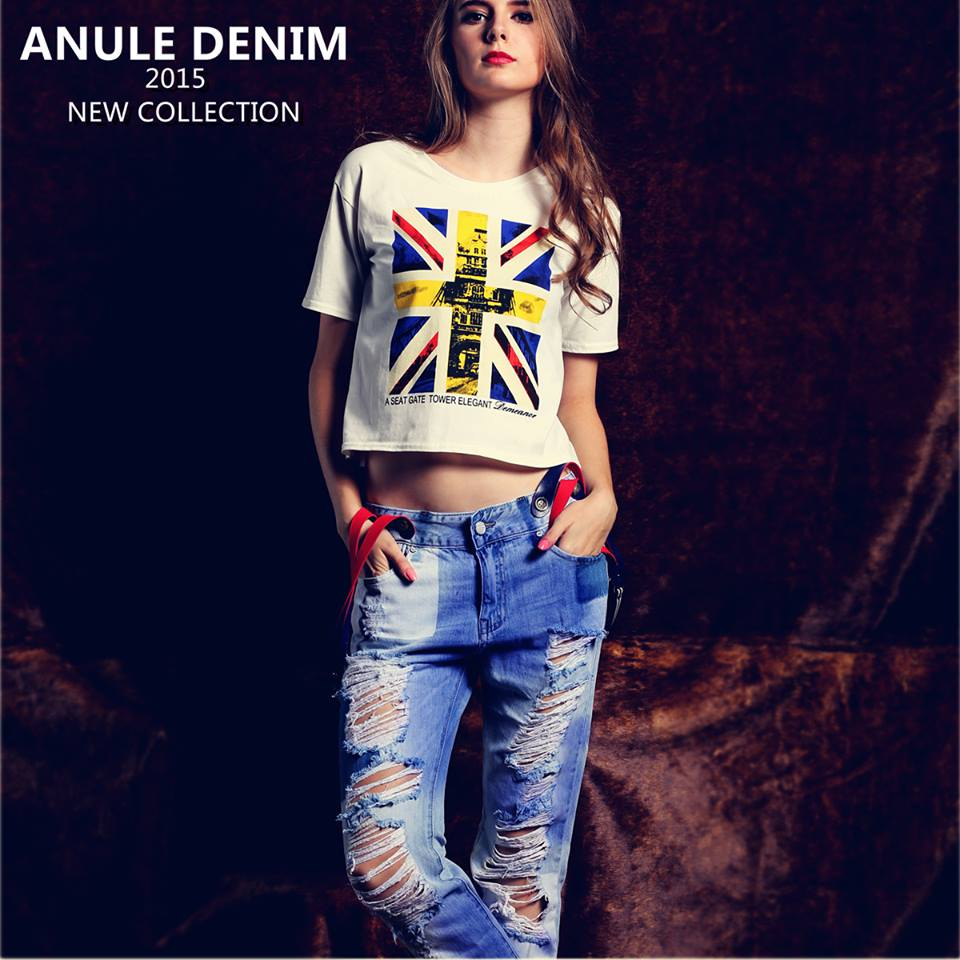
Jeans de type "torn jeans" ou "ripped jeans".

- Taille haute : plus ou moins au niveau du nombril
- Taille moyenne : juste au-dessus des hanches
- Taille basse : juste en dessous des hanches